# Evangelische Kirche Oberfischbach

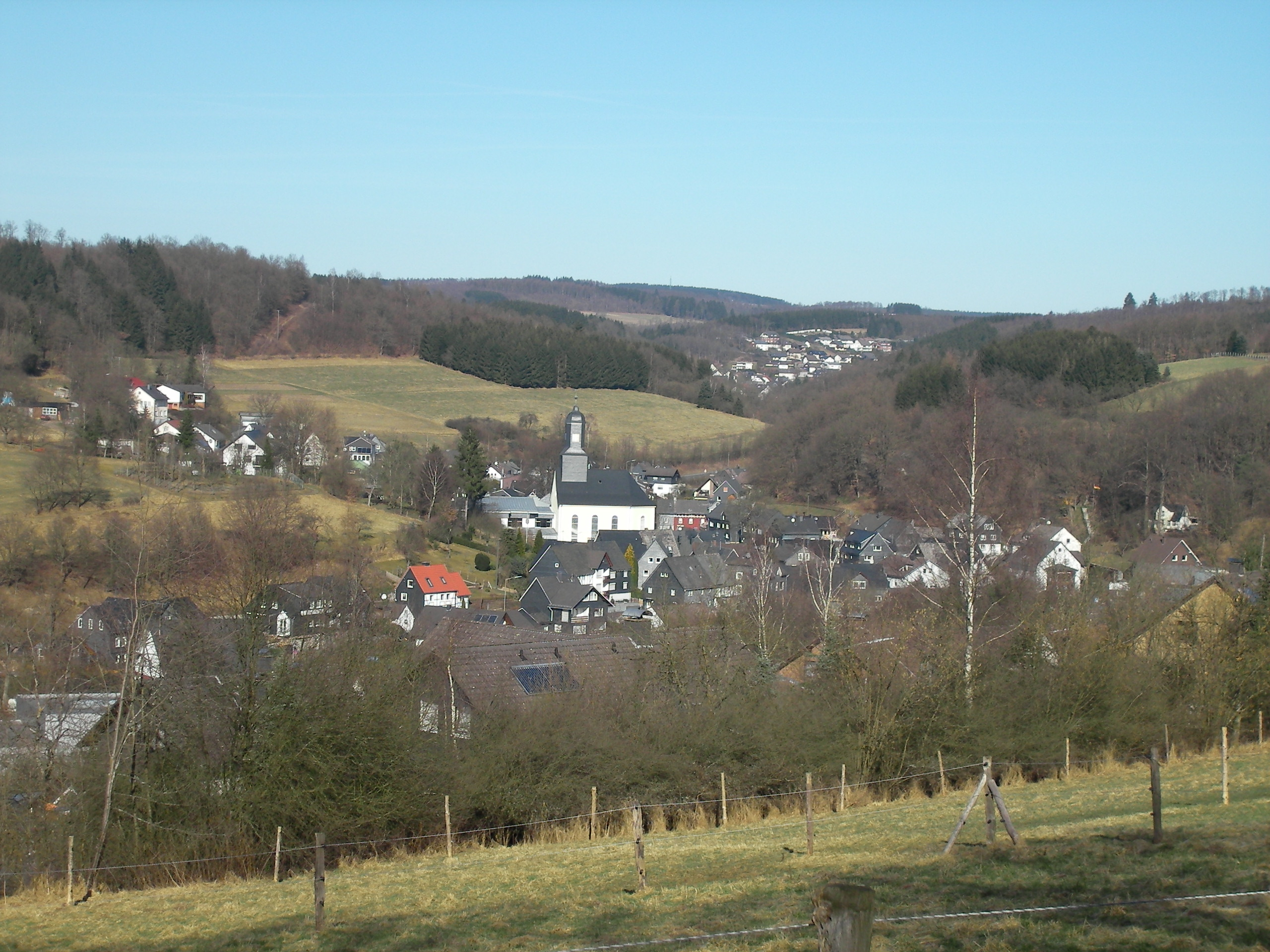
Oberfischbach mit Kirche

Die evangelische Johanneskirche ist ein denkmalgeschütztes Kirchengebäude in Oberfischbach, einem Ortsteil von Freudenberg im Kreis Siegen-Wittgenstein.
Das Gebäude wurde von 1793 bis 1795 nach Plänen des Bauinspektors Schell aus Dillenburg errichtet. Der Bau ist ein schmuckloser Saalbau mit dreiseitigem Schluss. Die Wände sind mit hohen rundbogigen Fenstern gegliedert. Auf dem Dach ist ein turmartiger, verschieferter Barockdachreiter.
Der klassizistische Orgelprospekt im Inneren stammt aus der Zeit um 1820. Die Kanzel mit Schalldeckel stammt von 1795.